# Holly Sampson
Holly Sampson (Prescott (Arizona), 4 september 1973) is een Amerikaanse actrice en model.

## Levensloop en carrière
Sampson begon haar televisiecarrière in 1989 door mee te spelen in een aflevering van The Wonder Years. Hierna speelde ze nog gastrollen in onder meer Matlock en My Two Dads. In 1998 startte ze een carrière in soft-erotische en pornofilms en -series.
Sampson was een van de vrouwen die in 2009 aan golfer Tiger Woods werden gelinkt.

## Filmografie (selectie)

### Reguliere films
- Pump Up the Volume (1990)
- Other Men's Wives (1996)
- Gia (1998); tv-film
- The Exotic Time Machine II: Forbidden Encounters (2000); tv-film
- The Regina Pierce Affair (2001)
- Platinum Blonde (2001)
- Dead Sexy (2001
- The Brotherhood 2: Young Warlocks (2001)
- Emmanuelle 2000 (2001)
- Staying on Top (2001)
- Love Exchange (2001)
- Desire and Deception (2001)
- Danger Models 2: Escape Clause (2001)
- Castle Eros (2002)
- Pretty Cool (2002)
- Carnal Passion (2003)
- Lady Chatterly's Ghost (2011); tv-film
- Little Witches (2011); tv-film

### Televisie
- Beauty and the Beast (1988); 1 afl.
- The Wonder Years (1989); 1 afl.
- My Two Dads (1989); 1 afl.
- Matlock (1990); 1 afl.
- Emmanuelle 2000 (2000); 7 afl.
- CFNM Secret (2008-2010); 4 afl.